# 샤를페르디낭 다르투아
샤를 페르디낭 다르투아(프랑스어: Charles-Ferdinand d'Artois, 1778년 1월 24일 ~ 1820년 2월 14일)는 프랑스의 왕족이다.
베르사유 궁전에서 프랑스의 샤를 10세 국왕의 둘째 아들로 태어났다. 프랑스 혁명 시기에는 아버지와 함께 프랑스를 떠났으며 1792년부터 1797년까지 군대에 복무했다. 프랑스 왕정복고 시기에는 아버지와 함께 프랑스로 귀환했지만 1815년에 일어난 나폴레옹 보나파르트의 백일천하 시기에는 루이 18세와 함께 헨트로 이주했다.
1816년에는 마리카롤린 드 부르봉시실리와 결혼했다. 1820년 2월 14일 파리 국립 오페라에서 관람을 마치고 마차에 타려는 순간 안장 제조업자로 일하던 루이 피에르 루벨(Louis Pierre Louvel)이 휘두른 칼에 찔려 암살당했다.

## 자녀
| 사진 | 이름              | 생일            | 사망                  | 기타                                         |
| ---- | ----------------- | --------------- | --------------------- | -------------------------------------------- |
|      | 루이즈 엘리자베트 | 1817년 7월 13일 | 1817년 7월 14일       | 요절                                         |
|      | 루이              | 1818년 9월 13일 | 1818년 9월 13일       | 요절                                         |
|      | 마리 테레즈       | 1819년 9월 21일 | 1864년 2월 1일(44세)  | 부르봉파르마 공작 카를로 3세와 결혼, 2남 2녀 |
|      | 앙리 5세          | 1820년 9월 29일 | 1883년 8월 24일(62세) | 부르봉가 당주, 샹보르 백작, 자녀 없음        |